# Sickerwasser
Sickerwasser ist unterirdisches Wasser, das sich unter Einwirkung der Schwerkraft abwärts bewegt (Sickerströmung). Dabei durchquert es alle wasserleitenden Bodenhorizonte und Gesteinsschichten, bis es auf eine wasserführende Schicht trifft. Trifft Sickerwasser auf eine wasserundurchlässige Bodenschicht, bildet sich Schichtenwasser (auch „schwebendes Wasser“ genannt; oberhalb des Grundwassers über einer wasserstauenden Schicht befindliches Wasser).

## Deponien

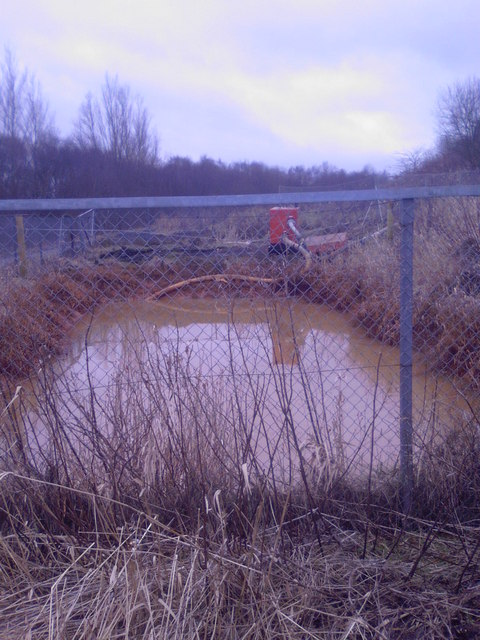
Sickerwasserteich auf Mülldeponie

In der Umweltwissenschaft wird der Begriff Sickerwasser (SiWa) für die einsickernden Niederschläge in Deponien benutzt (siehe dort). Nach der Bundes-Bodenschutz- und Altlastenverordnung (BBodSchV) hat für in Böden festgestellte Kontaminationen die Abschätzung einer eventuellen Grundwassergefährdung über das Sickerwasser (Sickerwasserprognose) zu erfolgen. Seit 1985 sind für Deponien Fangung und Ableitung des Wassers Stand der Technik. Das Sickerwasser wurde früher in Kläranlagen gereinigt. Heute gibt es eine Vielzahl von Reinigungsmethoden. Die optimale, aber auch aufwändigste und teuerste Reinigung von Sickerwasser ist die zweistufige Umkehrosmose. Kostengünstiger sind biologische Behandlung und Schadstoffentnahme durch Adsorption an Aktivkohle.

## Talsperren
Im Talsperrenwesen versteht man unter Sickerwasser das Wasser, das ungewollt durch den Damm bzw. durch die Staumauer sickert. Es handelt sich demnach eher um Leckagewasser, wobei bei Erddämmen mit Lehm- oder Tondichtung grundsätzlich von einer gewissen Durchlässigkeit ausgegangen werden muss. Das Sickerwasser muss regelmäßig gemessen und im Hinblick auf eventuelle Trends mit vorangegangenen Messungen verglichen werden.